# صندوق موسيقي
الصندوق الموسيقي أو العلبة الموسيقية آلة موسيقية تصدر اللحن بعد إثارتها.

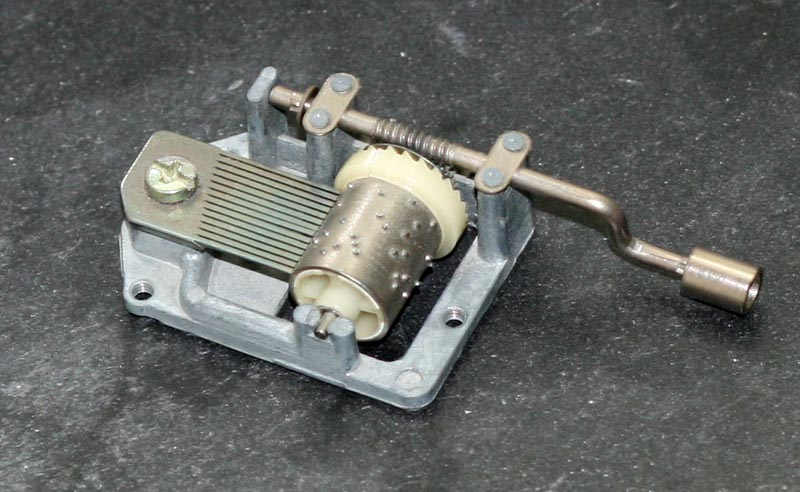
العلبة الموسيقية

توجد دبابيس فوق الأسطوانة التي تتحرك بواسطة تحريف الريشة (ذات المقبض يمين الصورة)، وهذه الدبابيس (كريات معدنية على هيئة مسامير صغيرة) هي التي تحدد النغمة و الإيقاع بعد لمسها الشرائط المعدنية (يسار الأسطوانة في الصورة). توجد الشرائط على مشط وهي موزّعة بشكل تدبيبي ومتفاوت الطول مما يجعل كل واحدة منها تصدر درجة صوتية مختلفة.